# Flughafen Fuaʻamotu

i7
i11
i13
Der Fua’amotu International Airport (tongaisch Malaʻe Vakapuna Fakavahaʻapuleʻanga Fuaʻamotu, IATA-Code: TBU, ICAO-Code: NFTF) ist der größte internationale Flughafen im Inselstaat Tonga. Er liegt etwa 15 km südsüdöstlich der Hauptstadt Nukuʻalofa bei Fuaʻamotu.

## Geschichte
Der Flugplatz wurde von Seabees des 1. Construction Battalion mit Unterstützung des 147. Infanterieregiments der US-Armee errichtet. Er war als schwerer Bomberflugplatz für den Zweiten Weltkrieg gedacht und hatte drei Start- und Landebahnen mit Korallenbelag.
In den späten 1970er Jahren wurde er erweitert, um die Nutzung der Start- und Landebahnen durch Jets zu ermöglichen.
Der neue Flughafenterminal wurde 1991 mit japanischen Hilfsgeldern gebaut. Der Flughafen ist sonntags geschlossen. Ausgenommen davon sind Notfälle oder Flüge mit vorheriger Genehmigung des Flughafenbetreibers.

## Fluggesellschaften und Ziele
Er ist Basis der Real Tonga Airlines. Des Weiteren wird er angeflogen von Apia, Sydney und Auckland aus mit regionalen Airlines.

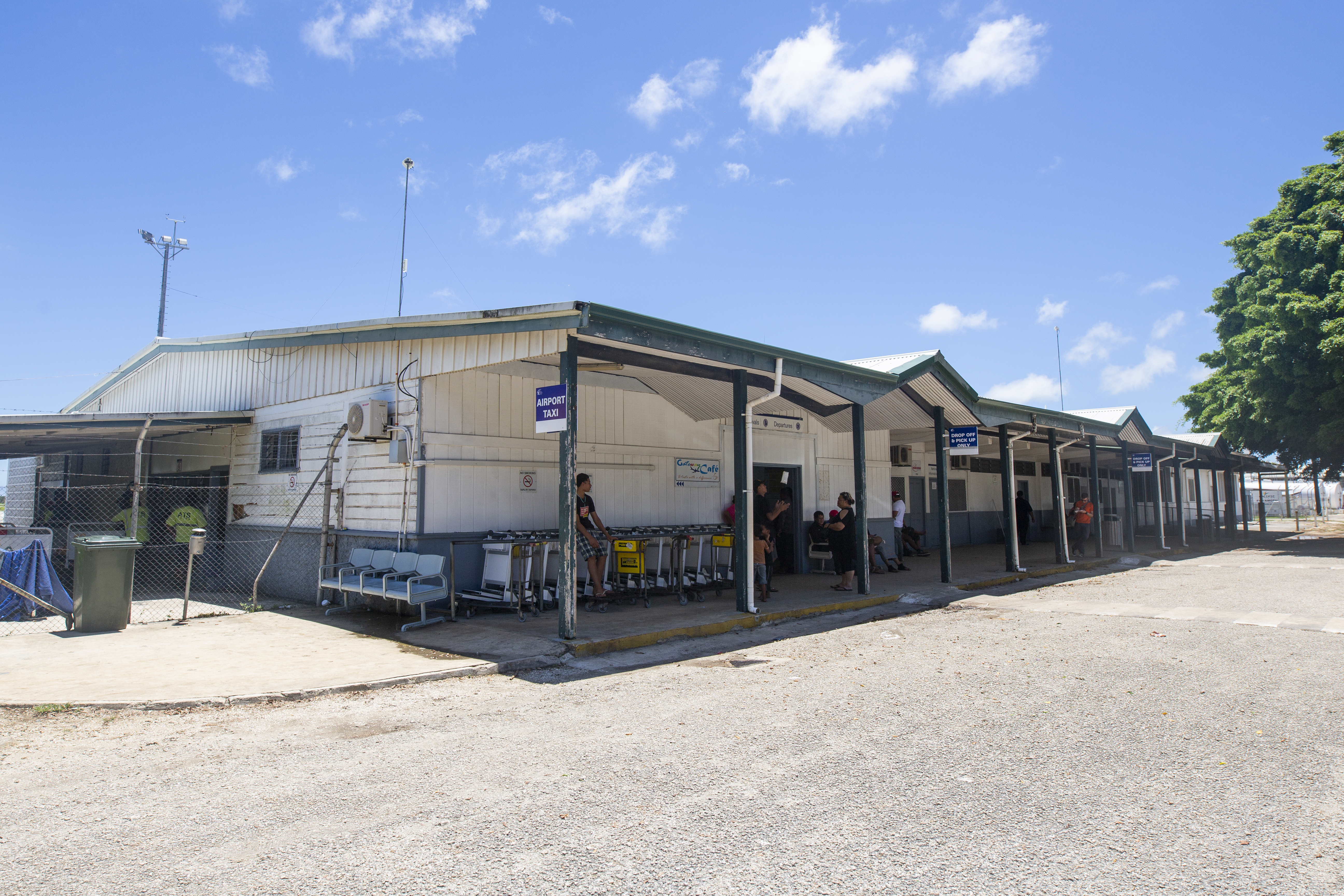
Fuaʻamotu Domestic Terminal (landside)
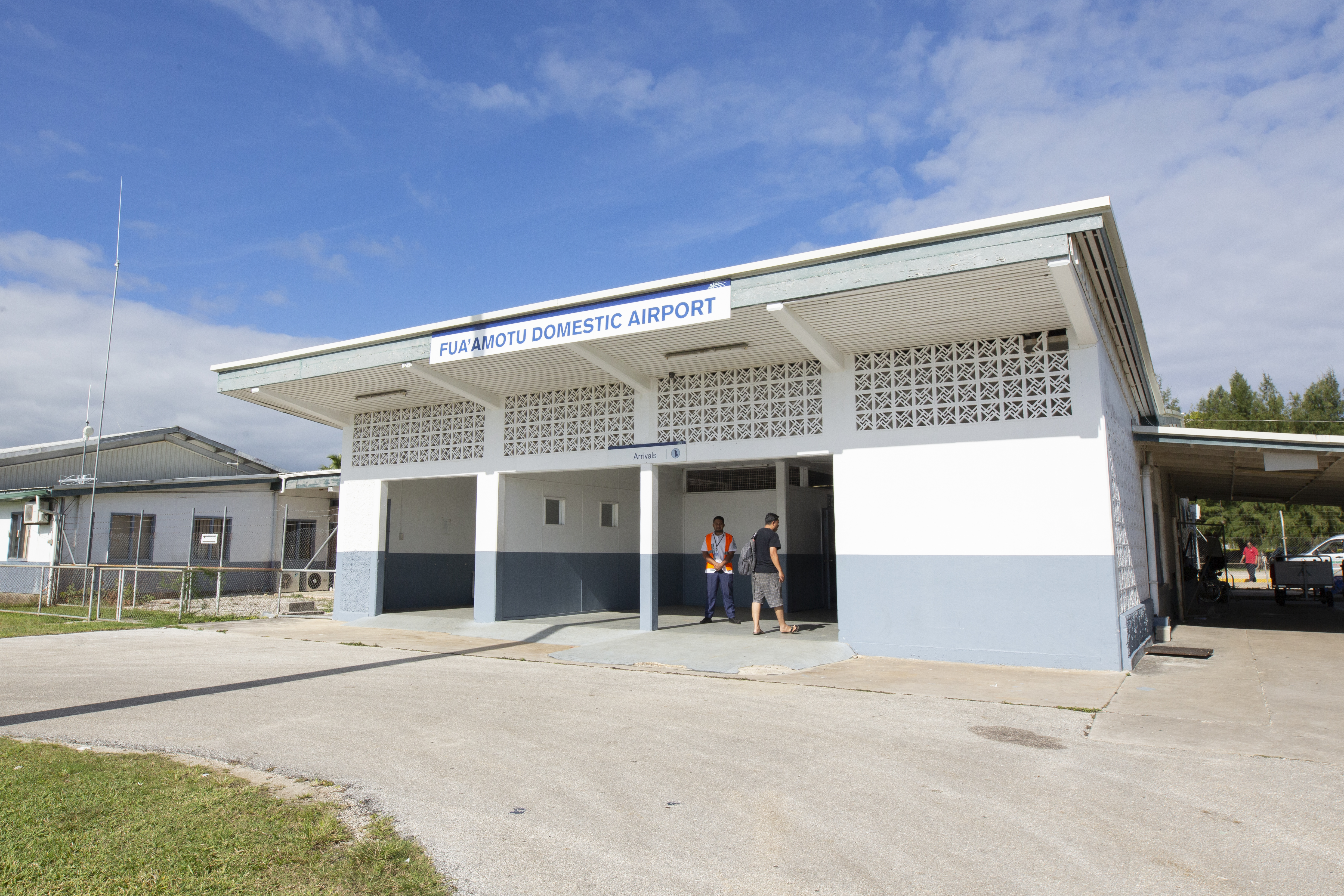
Fuaʻamotu Domestic Terminal (airside)
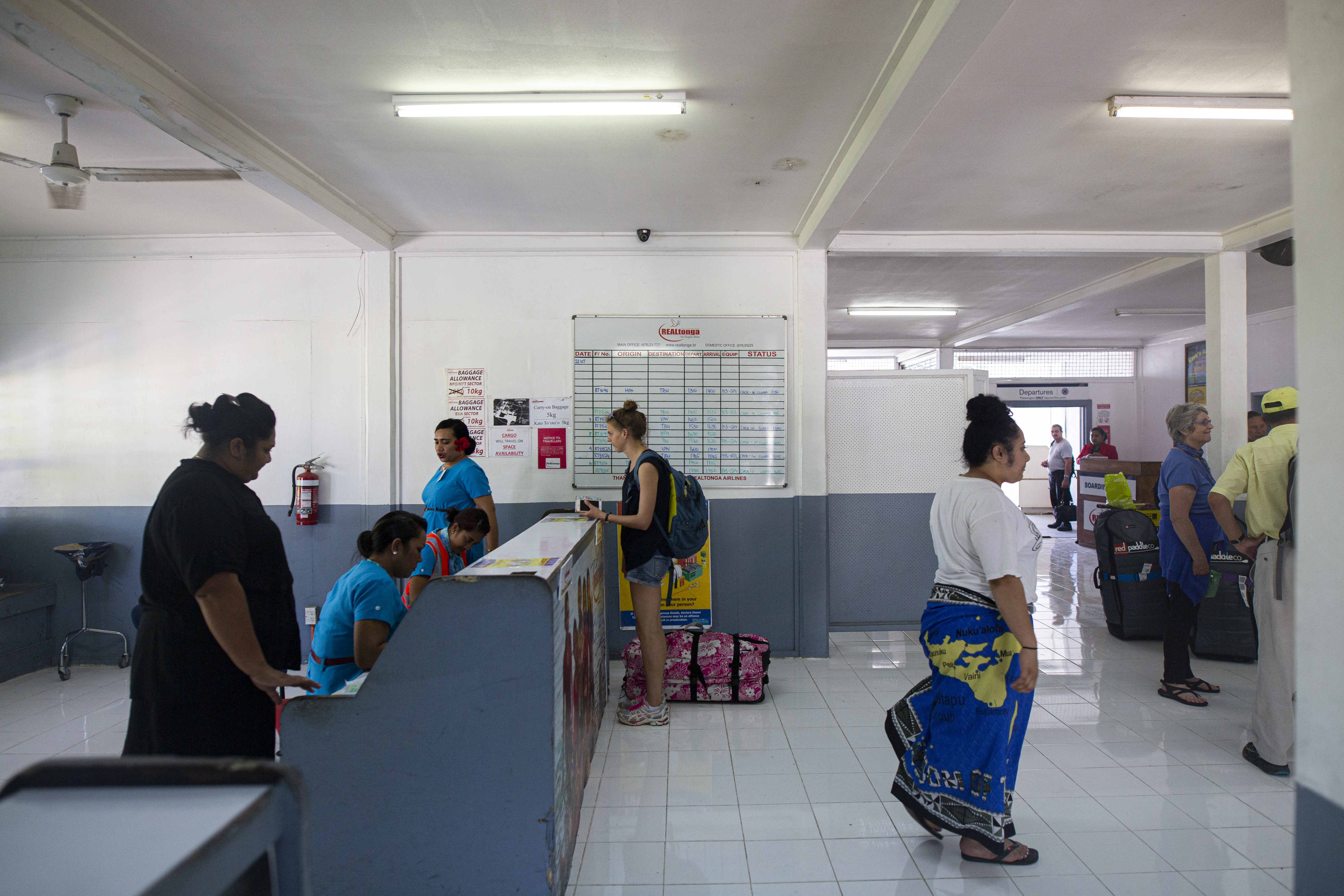
Fuaʻamotu Domestic Terminal (check-in)
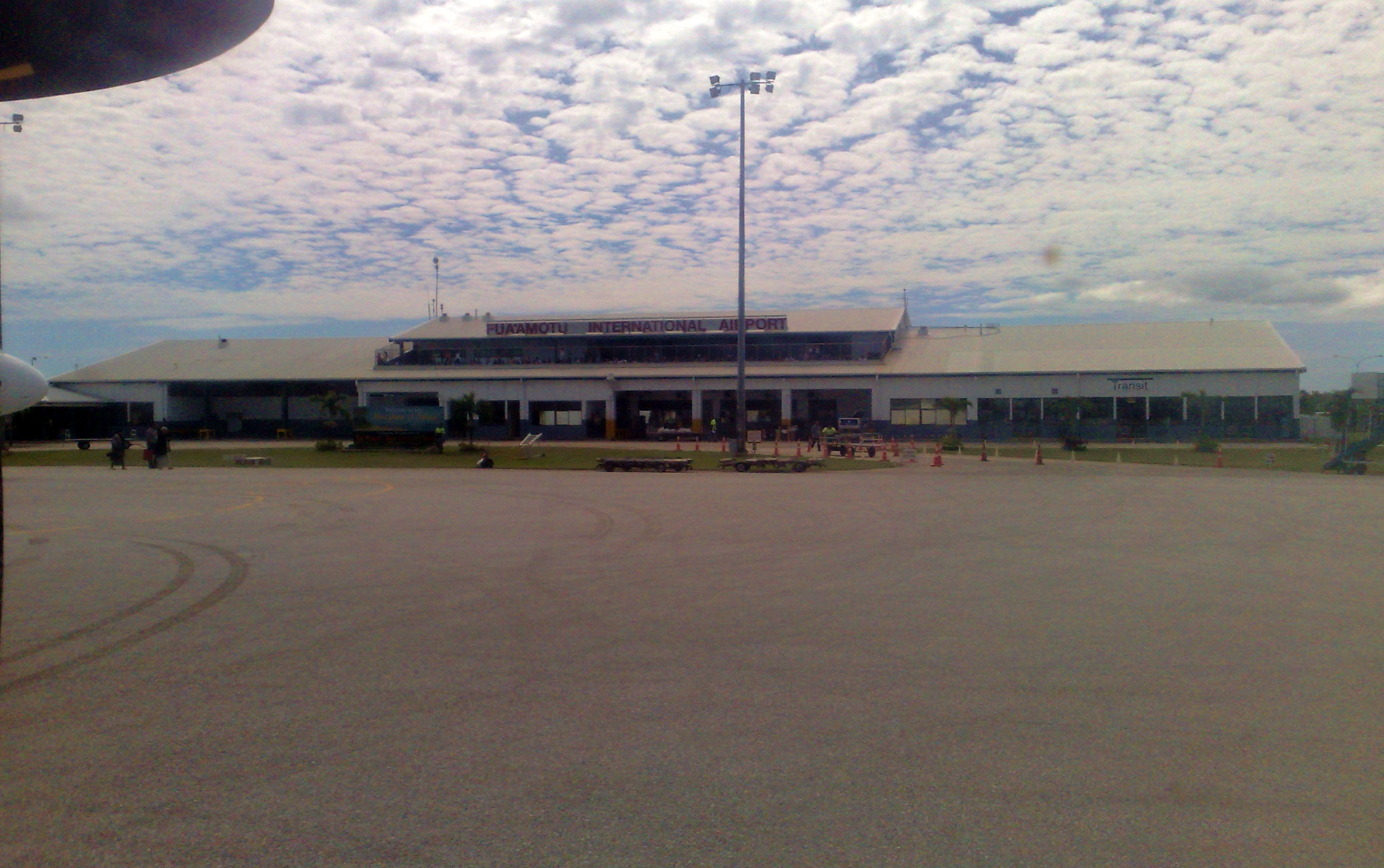
Fuaʻamotu International Airport